# Чемпионат Казахской ССР по футболу
Чемпионат Казахской ССР по футболу — футбольный турнир, выявлявший сильнейшие команды Казахской ССР среди коллективов физической культуры, проводившийся в 1936—1991 годах.

## Победители и призёры
| Год | Чемпион                                        | Вице-чемпион                    | Бронзовый призёр                                  |
| --- | ---------------------------------------------- | ------------------------------- | ------------------------------------------------- |
| 1936 | Сборная Алма-Аты                               | Сборная Актюбинска              | —                                                 |
| 1937 | «Динамо» (Алма-Ата)                            | «Динамо» (Чимкент)              | «Динамо» (Семипалатинск)                          |
| 1938 | «Динамо» (Алма-Ата)                            | Сборная Чимкента                | —                                                 |
| 1939—1945 — чемпионаты не проводились                                                                         |                                                |                                 |                                                   |
| 1946 | «Локомотив» (Джамбул)                          | «Металлург Востока» (Актюбинск) | «Динамо» (Караганда)                              |
| 1947 | «Локомотив» (Джамбул)                          | «Трудовые резервы» (Актюбинск)  | «Динамо» (Караганда)                              |
| 1948 | «Трудовые резервы» (Алма-Ата)                  | «Трудовые резервы» (Актюбинск)  | «Локомотив» (Джамбул)                             |
| 1949 | «Динамо» (Караганда)                           | «Динамо» (Джамбул)              | «Динамо» (Актюбинск)                              |
| 1950 | «Динамо» (люб.) (Алма-Ата)                     | Сборная Чимкентской области     | Сборная Джамбульской области                      |
| 1951 | «Металлург» (Чимкент)                          | «Искра» (Алма-Ата)              | «Динамо» (Семипалатинск)                          |
| 1952 | «Металлург» (Чимкент)                          | «Локомотив» (Джамбул)           | «Нефтяник» (Гурьев)                               |
| 1953 | «Металлург» (Чимкент)                          | «Нефтяник» (Гурьев)             | «Динамо» (люб.) (Алма-Ата)                        |
| 1954 | «Динамо» (Алма-Ата)                            | «Динамо» (Семипалатинск)        | «Металлург» (Чимкент)                             |
| 1955 | «Динамо» (Алма-Ата)                            | «Динамо» (Акмолинск)            | «Нефтяник» (Гурьев)                               |
| 1956 | Сборная Алма-Аты                               | Сборная Гурьева                 | Сборная Павлодара                                 |
| 1957 | «Строитель» (Алма-Ата)                         | «Спартак» (Алма-Ата)            | «Шахтёр» (Караганда)                              |
| 1958 | «Спартак» (Алма-Ата)                           | «Шахтёр» (Сарань)               | «Трудовые резервы» (Караганда)                    |
| 1959 | «Спартак» (Алма-Ата)                           | «Динамо» (Джамбул)              | «Енбек» (Семипалатинск)                           |
| 1960 | «Нефтяник» (Гурьев)                            | «Авангард» (Джамбул)            | «Спартак» (Павлодар)                              |
| 1961 | «Авангард» (Петропавловск)                     | «Торпедо» (Усть-Каменогорск)    | АДК (Алма-Ата)                                    |
| 1962 | АДК (Алма-Ата)                                 | «Металлург» (Темиртау)          | «Звезда» (Семипалатинск)                          |
| 1963 | «Цементник» (Семипалатинск)                    | АДК (люб.) (Алма-Ата)           | «Строитель» (Гурьев)                              |
| 1964 | АДК (Алма-Ата)                                 | «Металлург» (Темиртау)          | «Горняк» (Кентау)                                 |
| 1965 | АДК (Алма-Ата)                                 | «Металлург» (Темиртау)          | «Актюбрентген» (Актюбинск)                        |
| 1966 | «Актюбрентген» (Актюбинск)                     | «Автомобилист» (Алма-Ата)       | «Горняк» (Джезказган)                             |
| 1967 | «Торпедо» (Кокчетав)                           | «Горняк» (Кентау)               | «Иртыш» (Семипалатинск)                           |
| 1968 | «Горняк» (Джезказган)                          | «Шахтёр» (Сарань)               | «Нефтяник» (Новый Узень)                          |
| 1969 | «Шахтёр» (Сарань)                              | «Локомотив» (Алма-Ата)          | «Нефтяник» (Новый Узень)                          |
| 1970 | «Строитель» (Темиртау)                         | «Металлург» (Балхаш)            | «Химик» (Степногорск)                             |
| 1971 | «Енбек» (Джезказган)                           | «Металлист» (Петропавловск)     | «Металлург» (Балхаш)                              |
| 1972 | «Трактор» (Павлодар)                           | «Металлург» (Ермак)             | «Труд» (Шевченко)                                 |
| 1973 | «Металлург» (Чимкент)                          | «Шахтёр» (Экибастуз)            | «Булат» (Темиртау)                                |
| 1974 | «Горняк» (Никольский)                          | «Химик» (Степногорск)           | «Шахтёр» (Экибастуз)                              |
| 1975 | «Металлург» (Чимкент)                          | «Актюбинец» Актюбинск           | «Металлист» (Петропавловск)                       |
| 1976 | «Химик» (Степногорск)                          | «Буревестник» (Кустанай)        | «Труд» (Шевченко)                                 |
| 1977 | «Химик» (Степногорск)                          | «Труд» (Шевченко)               | «Горняк» (Каражал)                                |
| 1978 | «Труд» (Шевченко)                              | «Химик» (Степногорск)           | «Востокмаш» (Усть-Каменогорск)                    |
| 1979 | «Химик» (Степногорск)                          | «Горняк» (Каражал)              | «Фосфорит» (Каратау)                              |
| 1980 | «Мелиоратор» (Чимкент)                         | «Горняк» (Каражал)              | «Востокмаш» (Усть-Каменогорск)                    |
| 1981 | «Буревестник» (Кустанай)                       | «Горняк» (Каражал)              | «Фосфорит» (Каратау)                              |
| 1982—1983 — чемпионаты не проводились (во Второй лиге образована 8-я зона, состоящая из клубов Казахской ССР) |                                                |                                 |                                                   |
| 1984 | Совхоз «Алма-Атинский» (Алма-Атинская область) | ДГМСИ (Джамбул)                 | «Горняк» (Хромтау)                                |
| 1985 | «Жетысу» (Талды-Курган)                        | «Горняк» (Хромтау)              | ДГМСИ (Джамбул)                                   |
| 1986 | ДГМСИ (Джамбул)                                | «Строитель» (Аркалык)           | «Авангард» (Петропавловск)                        |
| 1987 | «Авангард» (Петропавловск)                     | «Труд» (Шевченко)               | «Автомобилист» (Семипалатинск)                    |
| 1988 | «Авангард» (Уральск)                           | «Труд» (Шевченко)               | «Строитель» (Кокчетав)                            |
| 1989 | «Монтажник» (Туркестан)                        | «Строитель» (Кокчетав)          | Совхоз имени Томаровского (Алма-Атинская область) |
| 1990 | «Строитель» (Кокчетав)                         | «Алюминщик» (Павлодар)          | «Арман» (Кентау)                                  |
| 1991 | «Шахтёр» (люб.) (Караганда)                    | «Торпедо» (Усть-Каменогорск)    | «Горняк» (Экибастуз)                              |